# 夏油温泉の石灰華

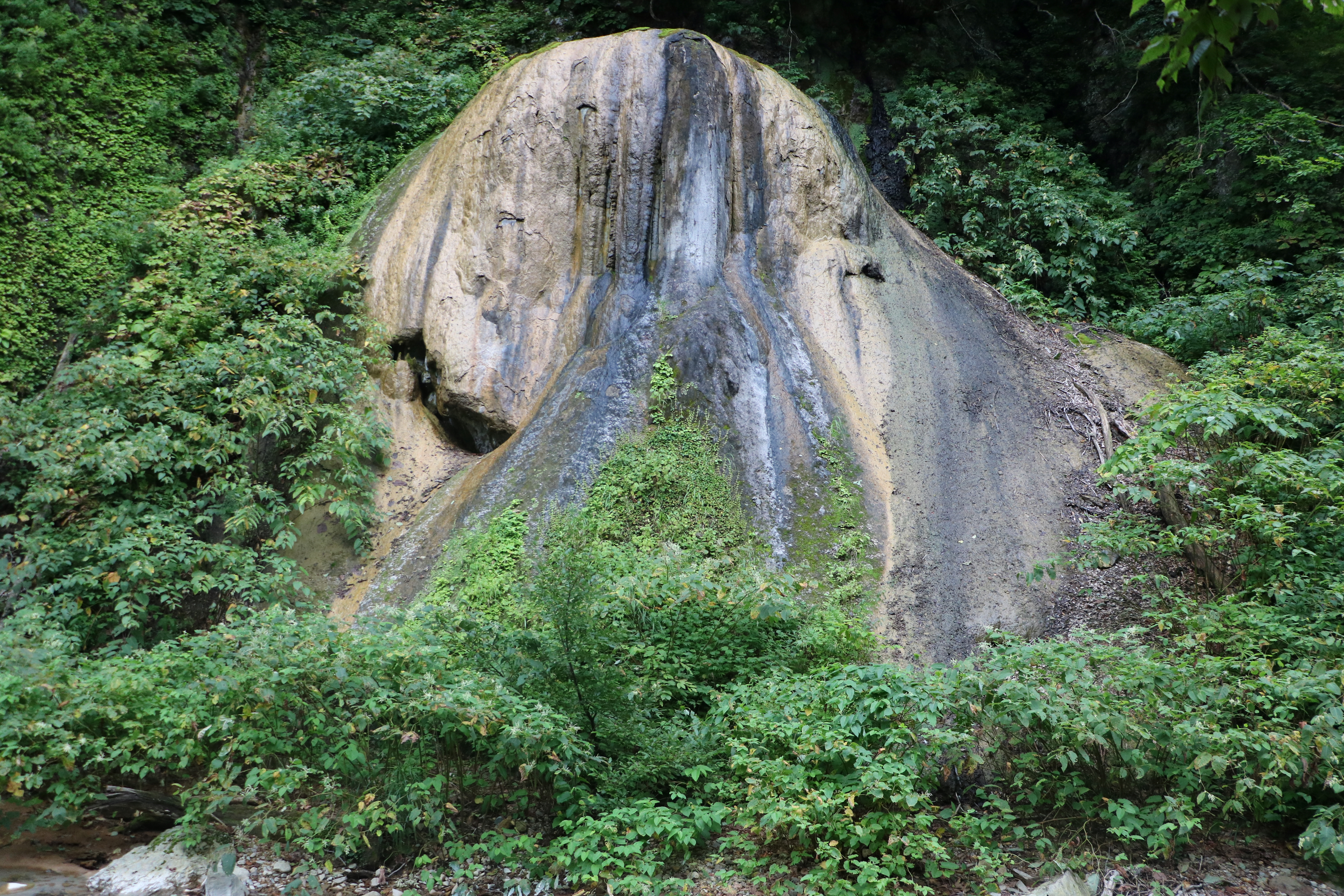
夏油温泉の代表的な石灰華。天狗の岩（天狗の湯）。日本国内最大の石灰華ドームで、国の特別天然記念物に指定されている。夏油川水面からの高さは17.6メートルに達し、下底部の直径は約25メートル、頂部平坦面の直径は約7メートルもある。2022年9月7日撮影。

夏油温泉の石灰華（げとうおんせんのせっかいか）は、岩手県北上市の夏油温泉にある大規模石灰華群。代表的な石灰華である「天狗の岩」を含む夏油川右岸と、その支流である湯ノ沢左岸の、総面積2.34 ha（ヘクタール）におよぶ石灰華沈殿堆積地帯は、1941年（昭和16年）2月28日に「夏油温泉の石灰華」として国の天然記念物に指定され、1957年（昭和32年）6月19日には特別天然記念物に格上げされている。一部の湧出口では今日も石灰華の成長が続いている。
石灰華とは、カルシウム化合物を含有する温泉水が湧出口付近で急激に冷却されて圧力が下がり、炭酸ガスなどが分離して放出され、炭酸カルシウム（CaCO3）の溶解度が低下し、湧出口周囲の岩肌などに析出・堆積した温泉沈殿物である。ドーム状に成長したものを石灰華ドーム（英語ではCalcareous Sinter domeまたはTravertin dome）と呼ぶ。炭酸カルシウム分の比率・純度が高いものは純白色をしているが、他の鉱物や植物の遺骸など不純物の混入が多いと灰色や茶色などの色を呈する。石灰華は日本国内の温泉地に数多く存在するが、夏油温泉のように大規模に発達したものや、とりわけ均整な形状を持つ天狗の岩石灰華ドームは他に類例がない。
なお、「天狗の岩」については、2016年（平成28年）8月の台風9号の影響により、遊歩道の一部が崩落したため立入禁止となっている（2024年9月現在）。

## 夏油温泉と石灰華ドーム
夏油温泉は北上川支流の和賀川に注ぐ夏油川の上流、古くから湯治場として知られる山間の渓流沿いの温泉で、北上市中心部から西南西へ直線距離で約22キロメートルの国有林内に所在する。この場所は奥羽山脈の脊梁主稜の東側に連なる焼石岳連峰の北側、ブナやカエデの落葉樹に囲まれた自然豊かな栗駒国定公園の一角に位置しており、各温泉施設および石灰華堆積層が所在する場所の標高は約580メートルである。
渓谷のいたる所から温泉が自然湧出（自噴）しており、これらの源泉は「大湯」「疝気の湯」「目の湯」など固有の名前が付けられたものだけでも10か所以上にのぼり、夏油川沿いには源泉がそのまま湯船になった天然のかけ流し露天風呂が点在している。夏油温泉一帯は豪雪地帯であるため、例年11月中旬から翌年の5月中旬頃まで、夏油高原スキー場から先の岩手県道122号夏油温泉江釣子線は通行止めとなり、各温泉施設も冬季閉鎖になるため訪れることは出来ない。

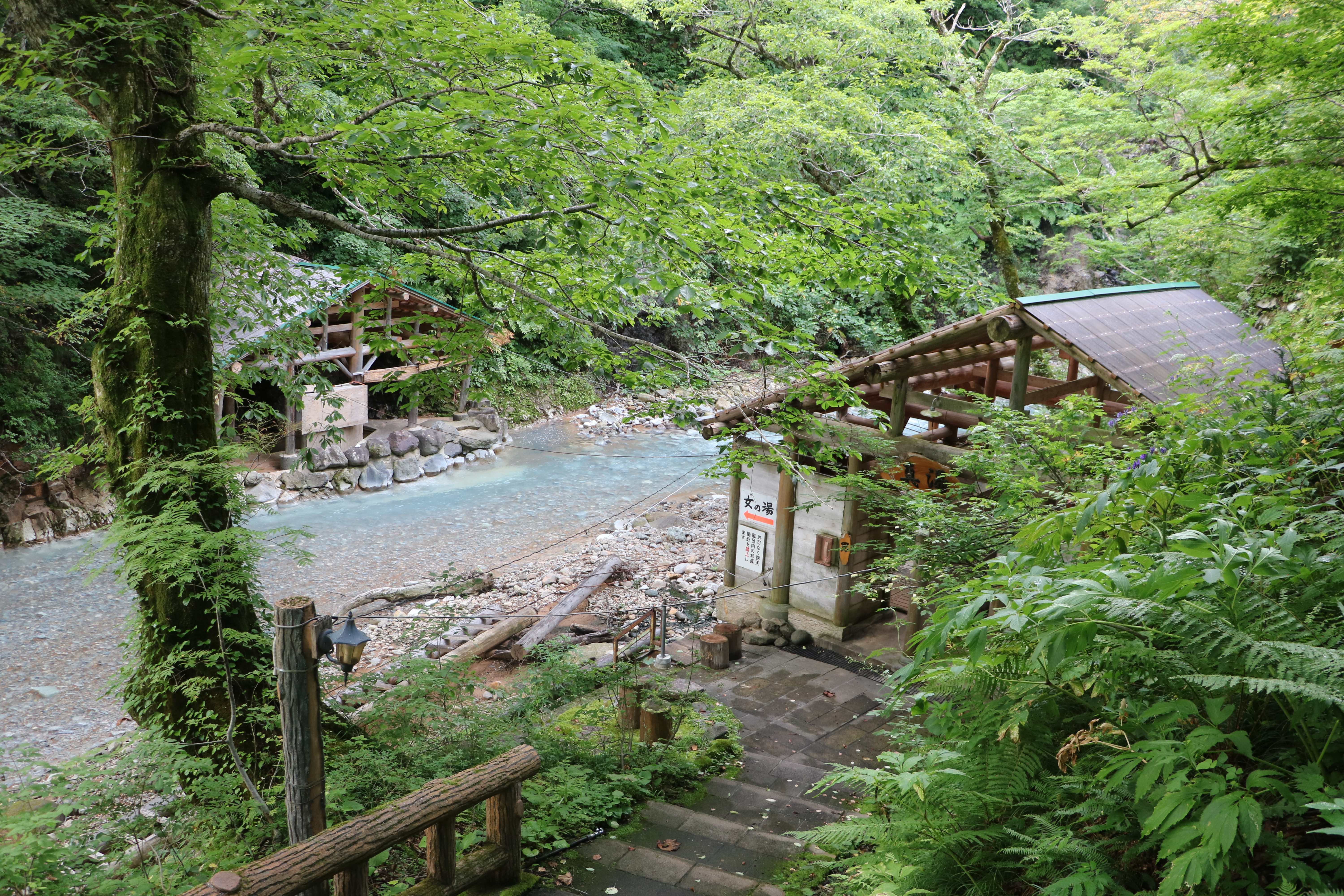
自然湧出する温泉が夏油川沿いに点在する。2022年9月8日撮影。

夏油温泉周辺の夏油川右岸約2キロメートルの急崖では、石灰分を含む温泉が各所から湧出しているため、石灰華がきわめて多量に沈殿、堆積しており、ドーム状の鍾乳壁が見られる独特の景観を作り出している。なかでも「天狗の岩」または「天狗の湯」と呼ばれる巨大な石灰華ドームは、夏油川対岸の正面から見た高さは17.6メートルに達し、下底部の直径は約25メートル、頂部平坦面の直径は約7メートルもある日本国内最大の石灰華ドームである。
天狗の岩石灰華ドームは温泉水から析出され長い年月をかけて沈殿したものであり、天狗の岩ドーム頂部背後岩壁の割れ目から湧出する摂氏49 °Cの温泉水が、天狗の岩の頂上平坦面に湯溜りを造り天然の露天風呂となり、あふれ出た温泉水が石灰華ドームの壁面を流れ落ちながら炭酸カルシウムが沈殿するため、ドームの壁面には鍾乳洞の内壁面のような筋状の構造が見られる。
頂上部の湯溜りは「天狗の湯」と呼ばれ、かつては実際に入浴することが可能であったが、ドームの保護と見学者の危険防止のため1975年（昭和50年）頃に平坦に固められた。
特別天然記念物の指定区域範囲は、天狗の岩石灰華ドームの上流47メートルの地点から下流方向、湯ノ沢合流地点までの夏油川右岸の、幅30メートル、長さ757メートル、および同合流地点から湯ノ沢左岸上流方向の蛇ノ湯までの幅30メートル、長さ167メートル、以上総延長924メートル、総面積2.34ヘクタールである。

## 従花巻夏油温泉迄一見記に描かれた天狗の湯

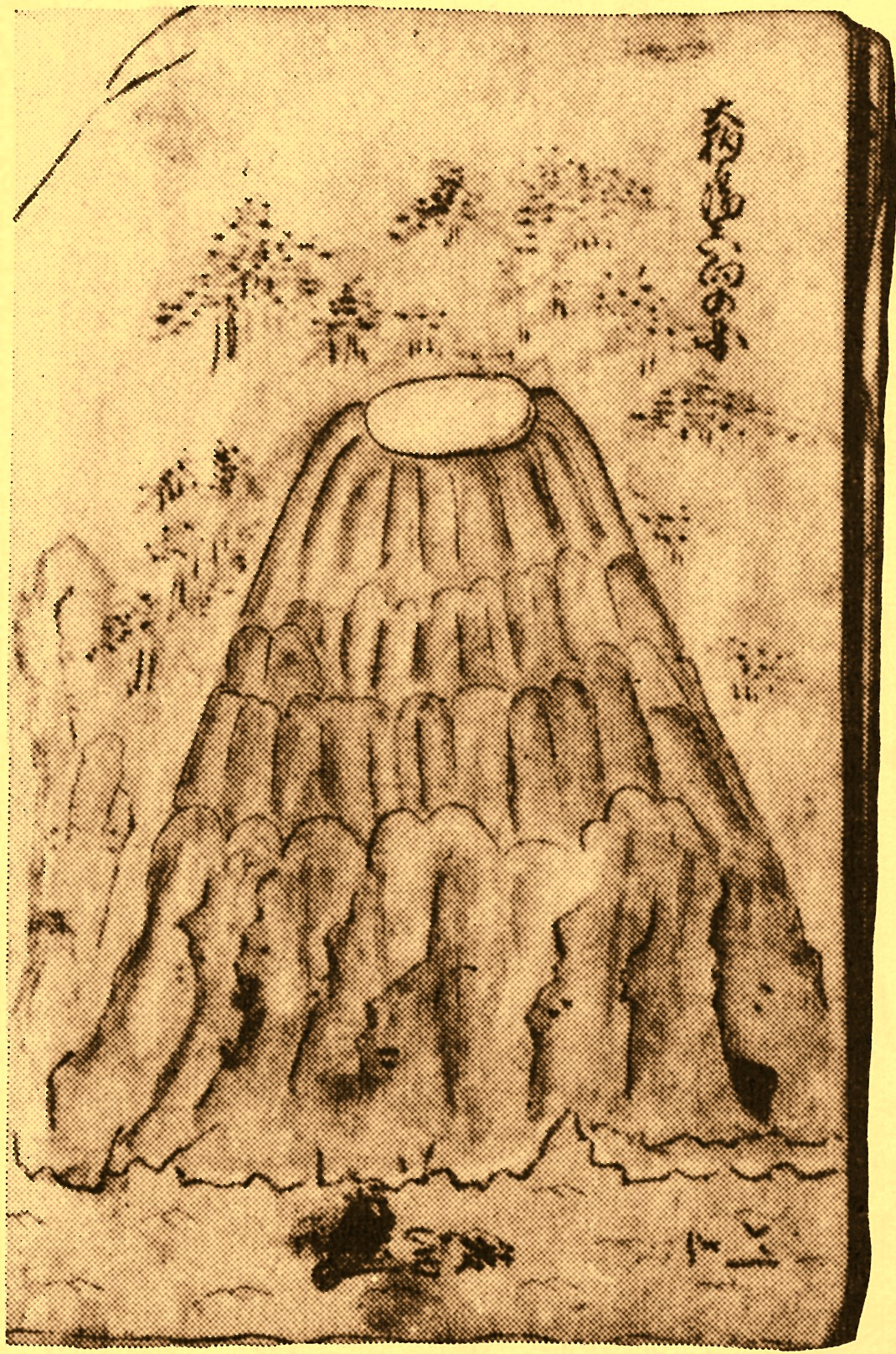
『従花巻夏油温泉迄一見記』延享4年（1747年）に描かれた第2の天狗の湯。頂部の湯壺やドームの特徴が描かれている。

伝承によれば夏油温泉の発見は古く、嘉祥年間（848年から851年）とも建武2年（1335年）とも言われ、大きな白猿が湯船に浸かる様子を見たマタギの四郎左エ門によって発見されたため、古くは「白猿の湯」と呼ばれ、焼石連峰のひとつ駒ケ岳（嶽）の北西麓に所在することから古くは「嶽の湯」とも言われ、江戸時代から明治時代にかけて発行された温泉番付にも夏油温泉の記載がある。

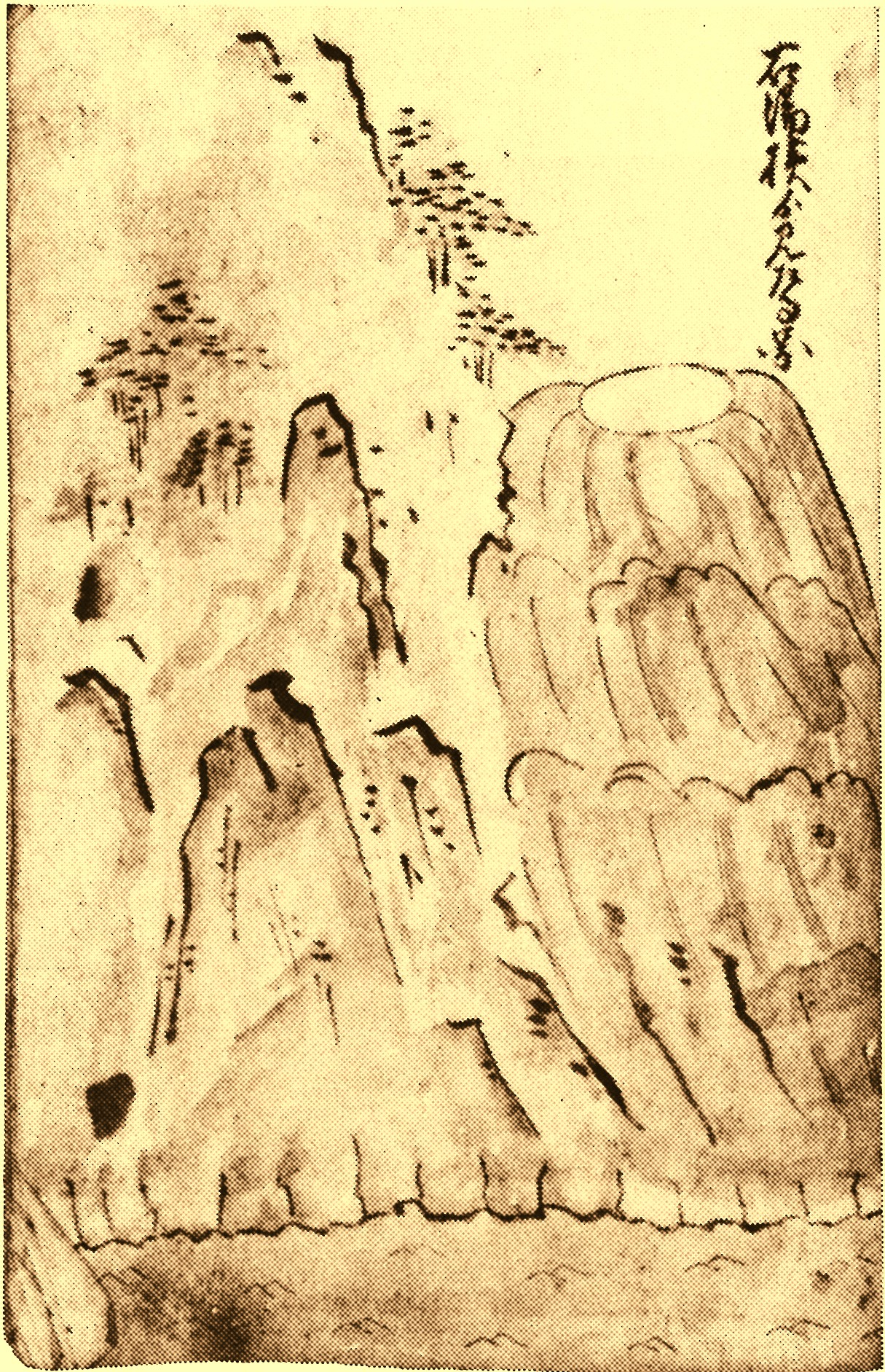
『従花巻夏油温泉迄一見記』延享4年（1747年）に描かれた川下側から見た第2の天狗の湯。

夏油温泉の石灰華に関する言及が確認できる最古の史料は、延享4年（1747年）に書かれた『従花巻夏油温泉迄一見記（はなまきよりげとうおんせんまでいっけんき）』である。これは延享年間に花巻に詰めていた南部藩に仕える藩士（花巻御給人）により著された、花巻から夏油温泉への湯治の見聞録であり、半紙大の和紙を2つ折りにして表紙と裏表紙を付けた総計164ページにおよぶ和本である。
この見聞録には江戸時代中期の夏油温泉の湯治場の詳細が達筆な毛筆・草書体で綴られているが、文字だけではなく、天狗の湯の石灰華大ドームを含む周辺の石灰華の姿を描写した絵図が7枚収められており、夏油温泉を訪れる当時の人々の間では、すでに石灰華ドームが知られていたことや、「天狗の湯」と呼ばれる石灰華ドームが当時は2か所存在していたことなどが記されている。
『従花巻夏油温泉迄一見記』は夏油温泉の麓に位置する岩崎地区（旧和賀郡和賀町、現・北上市和賀町岩崎）の旧家、門屋（かどや）家の土蔵の奥にあったもので、1975年（昭和50年）に当時の和賀町文化財専門委員であった斎藤久夫により発見されたものである。この門屋家は山口県出身の民俗学者門屋光昭（旧姓奥野）の妻の実家であり、当時、岩手県立黒沢尻北高等学校で国語の教諭を務めていた門屋により『従花巻夏油温泉迄一見記』の校註（解読）が行われた。
門屋の校註により江戸時代中期における夏油温泉の概要が明らかになり、温泉の効能をはじめ、湯小屋（湯治滞在の宿泊施設）や湯坪（露天風呂）、湯治客や湯守などの様子をうかがい知ることができるが、当時の人々にとっても当地の石灰華の景観は他所とは異なる特徴的なものであったようで、天狗の岩・天狗の湯石灰華ドームを含む夏油温泉の石灰華について複数の絵図を交え詳細に記されている。
『従花巻夏油温泉迄一見記』の中では「天狗の湯」と呼ばれる石灰華ドームが2か所存在しており、1つ目は夏油川沿いの「大湯」と呼ばれる天然の湯船から斜め上流方向対岸にあるドーム（第1の天狗の湯）、もう1つが特別天然記念物の「天狗の岩石灰華ドーム（第2の天狗の湯）」である。第1の天狗の湯は絵図に描かれた大湯の文字や夏油川との位置関係から「大湯」の斜め対岸上流の、鍾乳壁のある小天狗石灰華群と比定されている。絵図中に天狗の湯と書かれたこの「第1の天狗の湯」ドームは「大湯」から見える場所にあるため、早くから湯治客らに知られていたと考えられるが、今日では石灰華群は存在するものの、絵図に描かれたドーム状の石灰華は「大湯」対岸には見られない。
一方で「大湯」から上流方向へ約700メートル遡った場所にある「第2の天狗の湯」（今日の特別天然記念物に指定されている天狗の岩石灰華ドーム）は、寛保元年（1741年）の頃になって、はじめて存在が知られるようになったと記されており、「人作にも及まじき見物也」と形容される程の奇観であるにもかかわらず、これまで知られていなかったことは不思議であると記されている。また、「第2の天狗の湯」は「第1の天狗の湯」が引き移ったものだと、当時の夏油温泉へ湯治に訪れる人々の間で噂され、突如として地表に現れたかのよう、まことしやかに湯治場では語られていたという。

## 天然記念物指定の経緯

### 岩手県師範学校の鳥羽源蔵と岩崎村助役の及川真清

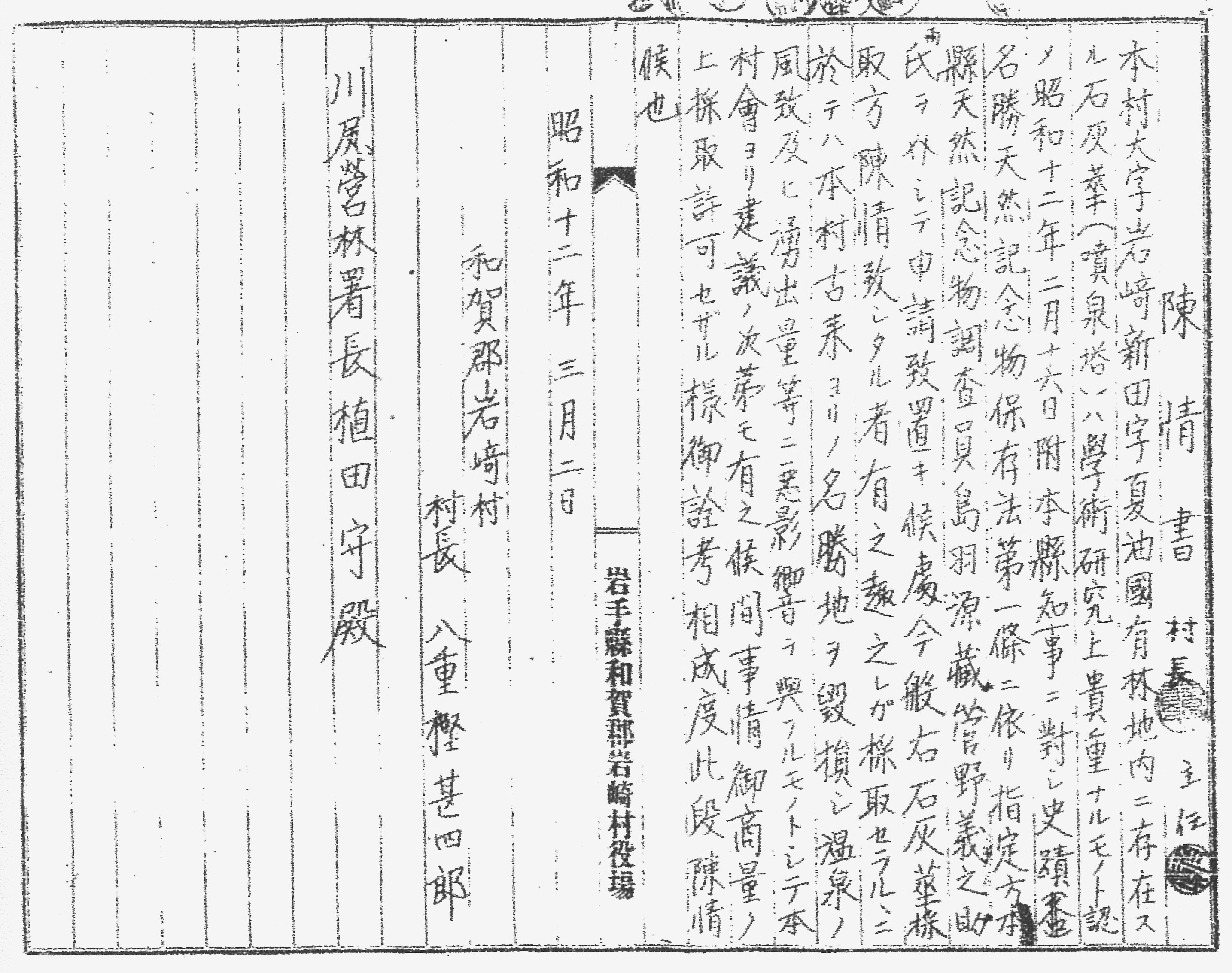
石灰華の採掘を許可しないよう岩崎村から川尻営林署へ求めた陳情書。

夏油温泉の石灰華が国の天然記念物に指定されることになったのは、当時の岩手県史蹟名勝天然記念物調査委員であった、岩手県師範学校教員の鳥羽源蔵と、当時の夏油温泉が所属する地方自治体の岩崎村助役及川真清の2名の尽力によるところが大きい。
天然記念物指定申請の準備は1937年（昭和12年）2月2日の、鳥羽調査委員から及川助役へ宛てたハガキによる指示文書で始められた。当時は村役場であっても連絡に電話が使用されることはなく、約3年半後の1941年（昭和16年）の指定告示まで、私信を含むハガキや書簡など文書のみで行われている。鳥羽は1935年（昭和10年）に国の天然記念物に指定された花輪堤ハナショウブ群落（現・花巻市）の指定に際して、調査員として文部省から派遣された著名な植物学者三好学の現地調査に同行し説明を行うなど、岩手県内の国の天然記念物指定に深く関わった人物であり、今回は岩手県内の地質鉱物関連の国の天然記念物の指定候補の選定から、現地調査の段取りを行う中心的な人物であった。
鳥羽は夏油温泉に所在する天狗の岩あるいは天狗の湯と呼ばれる大規模な石灰華ドームは、国の天然記念物に指定する価値のあるものと考え、岩崎村助役の及川と数十回にもおよぶ文書による綿密なやり取りを交わし、現地調査の段取りなど入念に準備を進めた。石灰華ドームは当時も定まった名称はなく、鳥羽から及川に宛てた最初の指示書では「夏油温泉の噴泉塔の指定申請…」、それを踏まえて和賀村長から岩手県知事石黒英彦に宛てた申請文書では「天狗湯ノ大噴泉塔指定の儀に付申請…」など、主に噴泉塔の用語が使用されている。
鳥羽は岩崎村と文部省との間の調整役でもあり、文部省からの細かい指示や要望を仰ぎつつ同時に岩崎村の及川との間で、指定に関する提出書類の作成や、雪解けの時期を待って下調べを実施する計画が進められた。石灰華の堆積する一帯は当時の川尻営林署（現、和賀郡西和賀町川尻に所在した）所轄の国有林内にあり、営林署が所有する地図の謄写や、申請に添付する石灰華の写真撮影のため現地へ写真機（キャビネ乾板）を運搬する人夫の手配など、両者の間で数十回におよぶ書簡や私信が交わされ、同年7月10日から11日の2日間に現地の下調査が行われた。
なお、この間の3月初旬には石灰石の採掘目的のため、天然記念物申請予定区域を含む国有林内の石灰華採取の申し入れが営林署宛てにあり、これを不許可にするよう当時の和賀村長八重樫甚五郎より川尻営林署長植田守へ宛てた陳情書が送られ、夏油温泉の石灰華が採掘されてしまう事態は回避されている。

### 脇水鉄五郎による現地調査

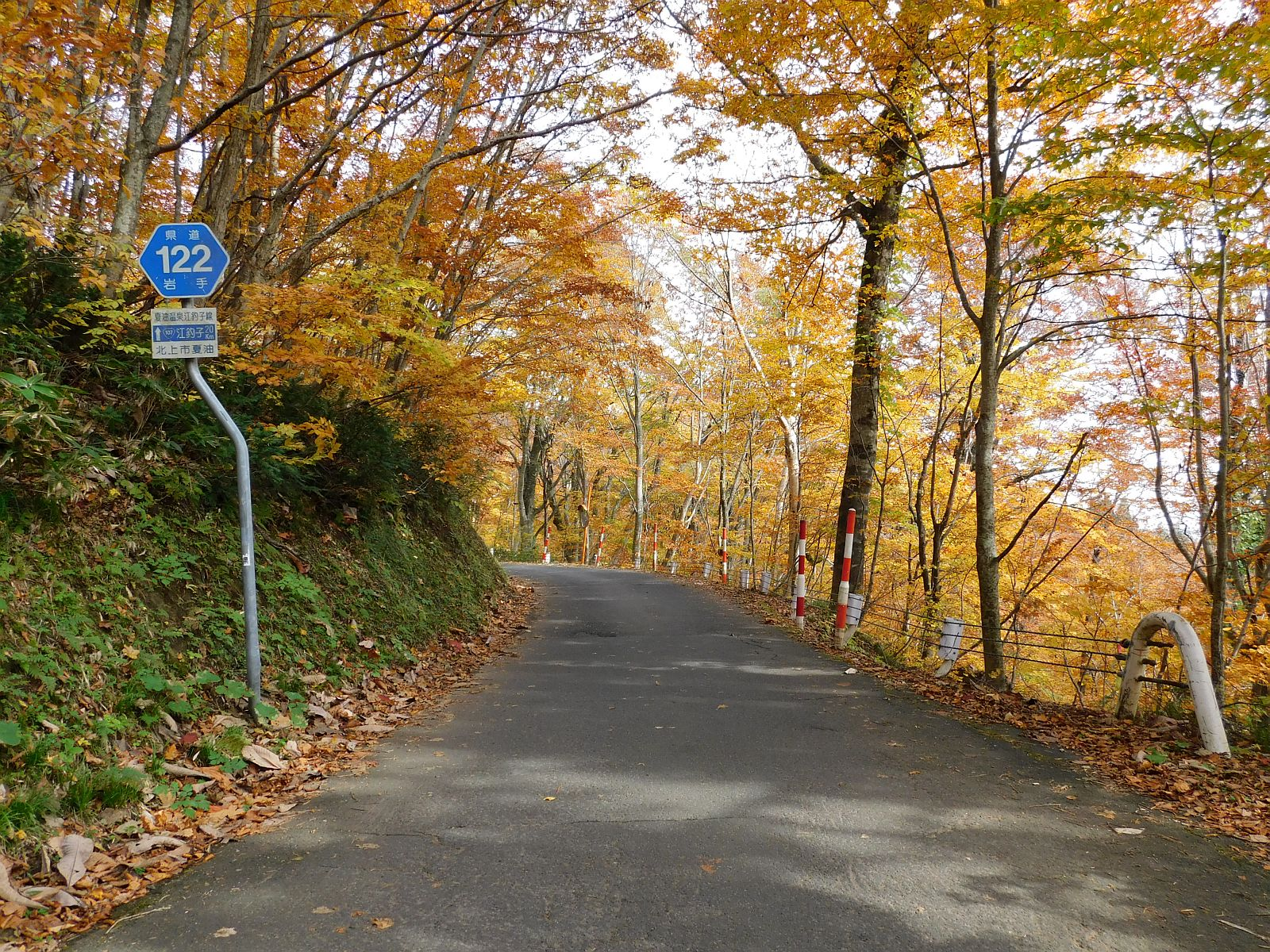
夏油温泉へ向かう岩手県道122号夏油温泉江釣子線。今日も狭隘路で冬季は通行止めとなる。2021年10月31日撮影。

夏油温泉は奥羽山脈の深い山中にあり、車道が通じたのは1968年（昭和43年）のことであり、天然記念物に指定された昭和10年代には山道を徒歩で往来する以外に交通手段のない人里離れた秘境であった。
文部省より天然記念物調査員として委託され派遣されたのは、地質学者の脇水鉄五郎であった。脇水は東京帝国大学名誉教授を退官後、昭和初期の国の天然記念物調査員として、日本各地の地質鉱物関連の指定に大きく携わった人物であったが、夏油温泉の石灰華の現地調査が行われた1937年（昭和12年）には70歳を超える高齢であり、長距離の山道を徒歩で往来する夏油温泉への交通手段が問題となった。
文部省側も脇水自身も夏油温泉までの移動を心配しており、文部省と鳥羽委員との間で手落ちの無いよう、書簡の返信、受領による確認が何度も行われた。当時、黒沢尻駅（現、東日本旅客鉄道（JR東日本）北上駅）から夏油温泉の山間部への入口に当たる県営開拓地（現、岩崎農場）までの約16キロメートルはバスが利用できたが、そこから夏油温泉までの片道14キロメートルは狭い山道で、一部は馬も通ることができない険しい個所があり、温泉へ運ぶ荷物などは人夫が担いで運んでいた。高齢の脇水博士の夏油温泉への交通手段について鳥羽委員は及川助役と相談し、まず、脇水博士にはリヤカーに乗ってもらい進めるところまで移動し、その先は馬、最後は特製のもっこ（カゴ）に乗ってもらい、人夫が脇水博士を背負い湯治場まで移動する方法が最善と判断し準備を進めた。
脇水博士による夏油温泉の石灰華調査は、岩手県内における地質鉱物指定候補として鳥羽により複数選定された現地調査の一環として行われ、1937年（昭和12年）8月に実施された。調査対象は岩手県内の4か所で、鳥羽により当初計画された日程は次の通り。
1. 8月15日　大澤浜の蝋燭岩（下閉伊郡崎山村/現・宮古市）崎山の蝋燭岩・1939年（昭和14年）国の天然記念物に指定[37]。
2. 8月16日　石灰洞・蝙蝠（下閉伊郡岩泉町）岩泉湧窟およびコウモリ（龍泉洞）・1938年（昭和13年）国の天然記念物に指定[38]。
3. 8月17日　舟久保洞窟（紫波郡赤沢村/現・紫波町）洞窟居住跡の遺跡の側面があり国の指定からは漏れ、1957年（昭和32年）に岩手県の史跡に指定[39]。
4. 8月18日　夏油温泉の噴泉塔（和賀郡岩崎村/現・北上市）・夏油温泉の石灰華・1941年（昭和16年）国の天然記念物に指定、1957年（昭和32年）国の特別天然記念物に格上げ。

実際には天候の影響により予定通りにはいかず、3か所の調査を終えた脇水博士一行は8月19日夕刻に黒沢尻駅（現、北上駅）西口近くの南部ホテルへ到着し、翌8月20日から21日にかけて夏油温泉の石灰華の調査が行われた。8月20日、脇水博士は鳥羽委員と及川助役の案内のもと、前述した移動手段により黒沢尻の南部ホテルから8時間40分をかけて夏油温泉に到着し、その日は湯治場へ投宿、翌8月21日に石灰華堆積地域の調査が行われた。
その結果、脇水博士は夏油温泉一帯の石灰華の学術的価値が高いことを認め、当初から申請されていた天狗の岩（天狗の湯）石灰華ドームだけでなく、下流の湯の沢の合流点までの夏油川右岸、および湯の沢の下流部左岸の蛇の湯までの石灰華堆積地域を一括して天然記念物に指定して保存すべきとの意向を示した。特に、天狗の岩の石灰華ドームは強く印象に残ったようで、脇水博士自身により「天狗壇」と命名されたと、1939年（昭和14年）に及川岩崎村助役が記した『夏油温泉記』の中で延べている。

### 天然記念物指定の官報告示

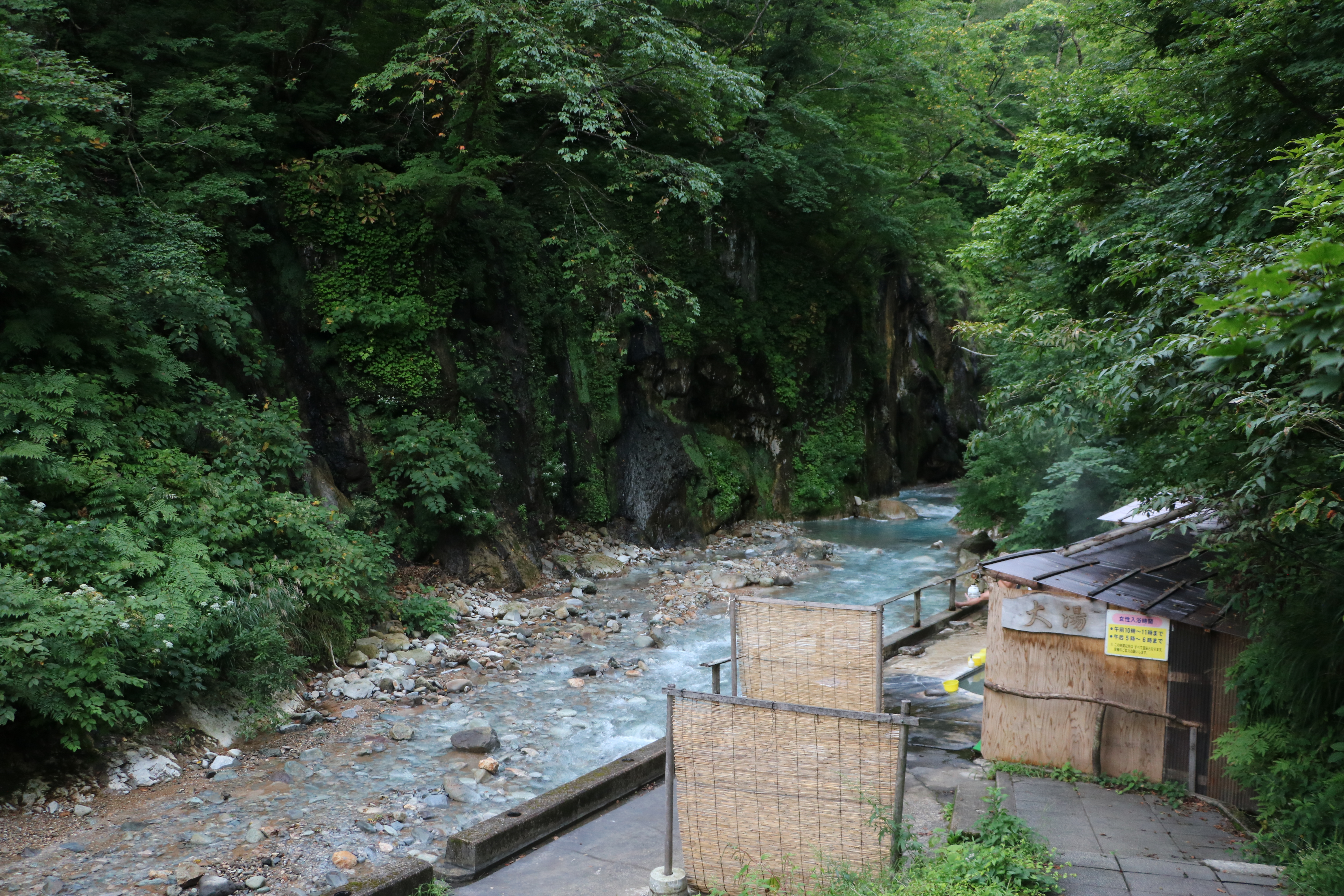
大湯と対岸の小天狗の湯石灰華。2022年9月8日撮影。

脇水による現地調査の結果を受け、岩崎村村長の八重樫甚四郎より岩手県知事雪沢千代治に宛てた『天然記念物指定区域増加ニ関スル儀ニ付申請』が翌月の9月8日付で申請され、つづいて鳥羽による岩手県庁への申請書、岩手県学部長から岩崎村長へ指定見込み区域記入の文書のやり取りが行われたが、範囲追加を指定会議の議題とする時期を失してしまった旨のハガキが同年10月16日付で鳥羽から及川宛にあり、続けて指定域の面積を国有林の班別に申請するよう文部省側から注意を受けるなど、申請関連書類の不備が指摘された。
先述のとおり、夏油温泉周辺地域は国有林であったため、管轄する川尻営林署の実測図を使用したが、それとは別に作成した図面との間に距離や面積の齟齬があり、天狗の岩の位置が双方でズレているといった問題が起きた。文部大臣による天然記念物指定を保留としたうえで、天然記念物を担当する側の文部省と、国有林を管轄する側の農林省との間で長い協議が年を超えて続けられた。鳥羽はこれらの図面の不備を解消するため、岩崎村の及川へ細かい指示と激励の私信を何度も行い、5000分の1の縮尺の実測図を1000分の1に直して面積を計算し直すが、石灰華の実在地と営林所の林班図とのかかわりなど文部省側の疑問は解消されず、農林省側も独自に再測量を行うなど指定手続きは難航した。
その一方で脇水博士より、現地調査は収穫のあるものであった旨の後押しや、岩崎村より川尻営林署が借り受けた『天狗壇記録』が大いに参考になった旨の文書が1940年（昭和15年）8月21日付で交わされるなど、指定に向けた関係者の労力が3年近く続けられ、手続き上の問題がすべて解消された訂正図面が、同年11月25日付で岩崎村長の八重垣より岩手県学務部長鈴木直巳宛てに文書で提出された。
夏油温泉の石灰華として国の天然記念物に指定された官報告示のあった日付は、1941年（昭和16年）2月28日であるが、岩手県学務部長より岩崎村村長宛てに「天然記念物指定ニ関スル件」の文書が作成されたのは10日後の3月8日付で、岩崎村村長から夏油温泉事務所宛てに、天然記念物指定決定通知と石灰華に対する保全（温泉客へも）依頼が行われたのは同年4月6日付であった。
その後も引き続き、天然記念物に指定された区域の鉱業権所有者との関係問い合わせや回答などの調整が、岩手県庁保存係官と岩崎村の間で行われ、指定から約16年後の1957年（昭和32年）6月19日付で、夏油温泉の石灰華は特別天然記念物に格上げされた。

## 石灰華の状況
夏油温泉の石灰華は天然記念物に指定された後、史蹟名勝天然紀念物保存法（現文化財保護法）により採掘禁止となったため、現状変更を伴う試料採取調査はほとんど行われていない。夏油温泉周辺では昭和20年代まではマンガンや亜鉛など非鉄金属の鉱床として、地質学や鉱物学の専門家による調査が何度か行われているが、いずれも断片的なものであり、特に石灰華の鉱物組成についての全体像は明らかではなかった。
夏油温泉は温泉科学や温泉療法の側面から医学的研究の対象となることもあり、 岩手医科大学教養学部の中舘興一教授を中心とした研究者らにより、夏油温泉で生成される石灰華の詳細な調査が行われた。石灰華の試料採取を伴うこの調査は、当時の文化庁長官犬丸直へ現状変更（学術調査）の許可申請を行い、岩手県教育委員会から和賀町教育委員会を通じて認可され、1978年（昭和53年）の夏から3ヵ年にわたり実施され、夏油温泉の各所に散在する主な16の源泉の合計21カ所の湧出口について、石灰華生成の有無、石灰華を生成する温泉水の水質、石灰華の鉱物組成などが調べられた。
その結果、夏油温泉における温泉群の泉質は、土類と石膏を含む食塩泉と、食塩を含む石膏泉の2つに大別され、このうち特別天然記念物に指定された区域から湧出するもの、石灰華を形成するものは前者の食塩泉のみであった。ただしこれは沈殿物の集積の有無から区別したものであり、化学平衡の上での区別ではない。泉質と石灰華の生成との関係はPHの変化が溶解度積に大きな影響を与え、石灰華の鉱物組成と泉質の関係については、鉱物組成の含有量や過飽和などが影響するため、泉質だけで石灰華の有無を判別することは出来ない。
なお、自然界における炭酸カルシウムの結晶形にはカルサイトとアラゴナイトの2種類があるが、この調査により夏油温泉で採集された試料35個のうち、アラゴナイトのみのものは2例、カルサイトのみのものは4例、両者の混合が29例で、アラゴナイトの含有平均は60パーセントであった。ただし、カルサイトとアラゴナイトの比率は同じ石灰華試料であっても、泉温や生成後の期間経過などによって結晶構造の安定度が異なるため、一概に判断することは出来ない。
湧出口調査結果は論文にまとめられ、1980年（昭和55年）の『岩手医科大学教養学部年報 第15号』で発表され、夏油温泉の各源泉湧出口の詳細が明らかにされた。ここでは特別天然記念物指定区域内にある、3つの主要な石灰華について述べる。

### 天狗の岩石灰華ドーム

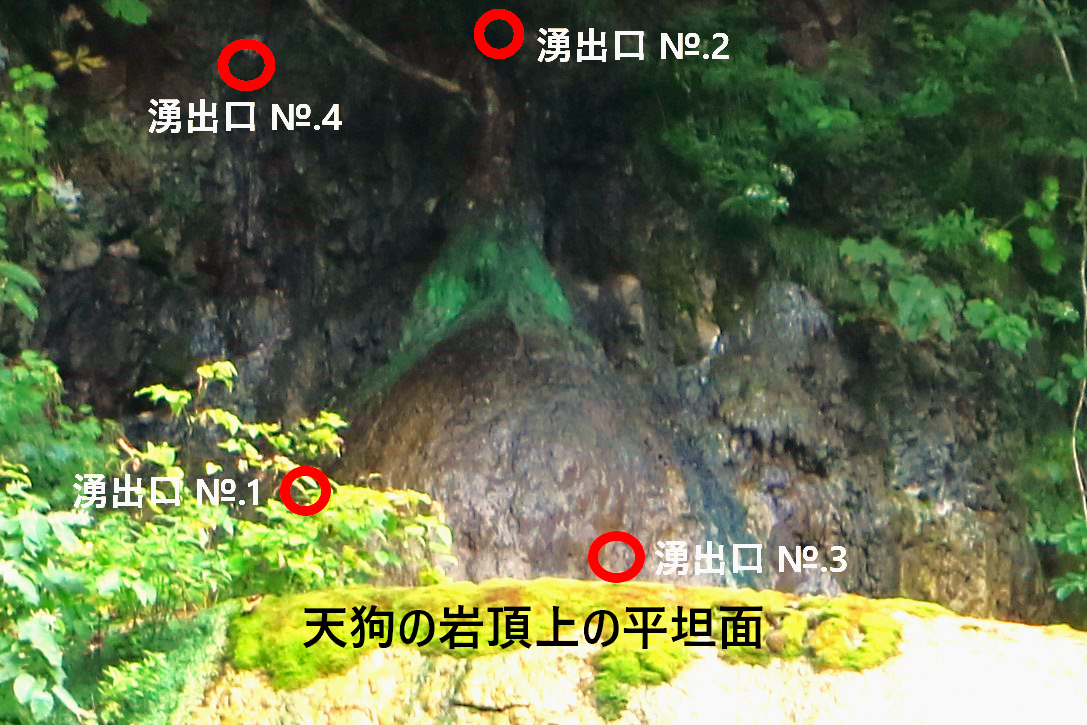
天狗の岩頂部平坦面背後の4つの湧出口。最上部の湧出口№2から流下する温泉水が、小さな石灰華ドームを形成しつつある。湧出口№は、中舘興一・松田和弘・藤田玲子・桂生代・力丸光雄（1980）に倣った。2022年9月7日撮影。

国の特別天然記念物「夏油温泉の石灰華」として一般的に知られているのが、この石灰華ドームで、指定域の最南端に位置し、大湯露天風呂から夏油川を約700メートル遡った付近、上流に向かって左側（右岸）にある。独立したドーム状の巨大な石灰華で、夏油川対岸の正面から見ると、ほぼ左右対称の截頭円錐形をしており、高さは 17.6メートル、底辺の径は約25メートル、頂上の径は約7メートル、日本国内における最大の石灰華ドームである。形成年代は少なくとも1万2千年以前と考えられており、頂部の後方岩壁より湧出した石灰華を含む温泉水が頂部平坦部中央の窪地に溜まり、天然の露天風呂が形成されていた。
先述したようにこの湯壺は江戸中期から「天狗の湯」と呼ばれ、湯壺を載せた石灰華ドームは「天狗の岩」と呼ばれている。ドーム頂部の湯壺は明治の中頃までは掟の札が立てられ入浴が禁じられていたが、その後、ドーム右側の壁面を昇り降りして入浴が行われるようになり、昇ることが難しい子供や女性用の湯壺がドームの下部に造られていた。
頂部の湯壺に溜まって溢れ出た温泉水はドームの壁面を濡らしながらゆっくりと流れ落ち、温泉水に含まれる石灰華が長い年月をかけ徐々に沈殿して成長していった。天狗の湯の湯壺はドームの保護と転落など危険防止のため1975年（昭和50年）頃にコンクリートで平坦に固められた。
中舘らによる調査日は1980年（昭和55年）8月8日で、湯壺が平坦に固められた後に行われているが、頂部平坦面の後方、緑色凝灰岩の断崖とドームの接合部の2か所、約3メートル上の凝灰岩の裂け目2か所、合計4か所の湧出口から温泉の湧出は続いている。上部の湧出口の1つは水温24 °Cから25 °Cであるが、他の3か所は約50 °Cと高温で、上部の高温湧水口（右の画像の湧出口№2）から流れ出す温泉水に多量の石灰華が含まれているため、頂部平坦面には小さな石灰華ドームが新たに形成されつつある。これら4か所の湧出口から流れ出した温泉水が混合し、天狗の岩ドーム本体を濡らしながら流下し、石灰華の沈殿が今日もゆるやかに続いている。
天狗の岩上部で採取された石灰華は半固結で軟らかく白色をしており、アラゴナイトの含有量は66パーセント、主湧出口（湧口No.2）のpHは6.11であった。天狗の岩本体の下部から得られる試料をカルサイトとする説もあるが、現に頂部で生成されているものは明らかにアラゴナイトとカルサイトの2つの結晶が混在していると中舘は指摘している。

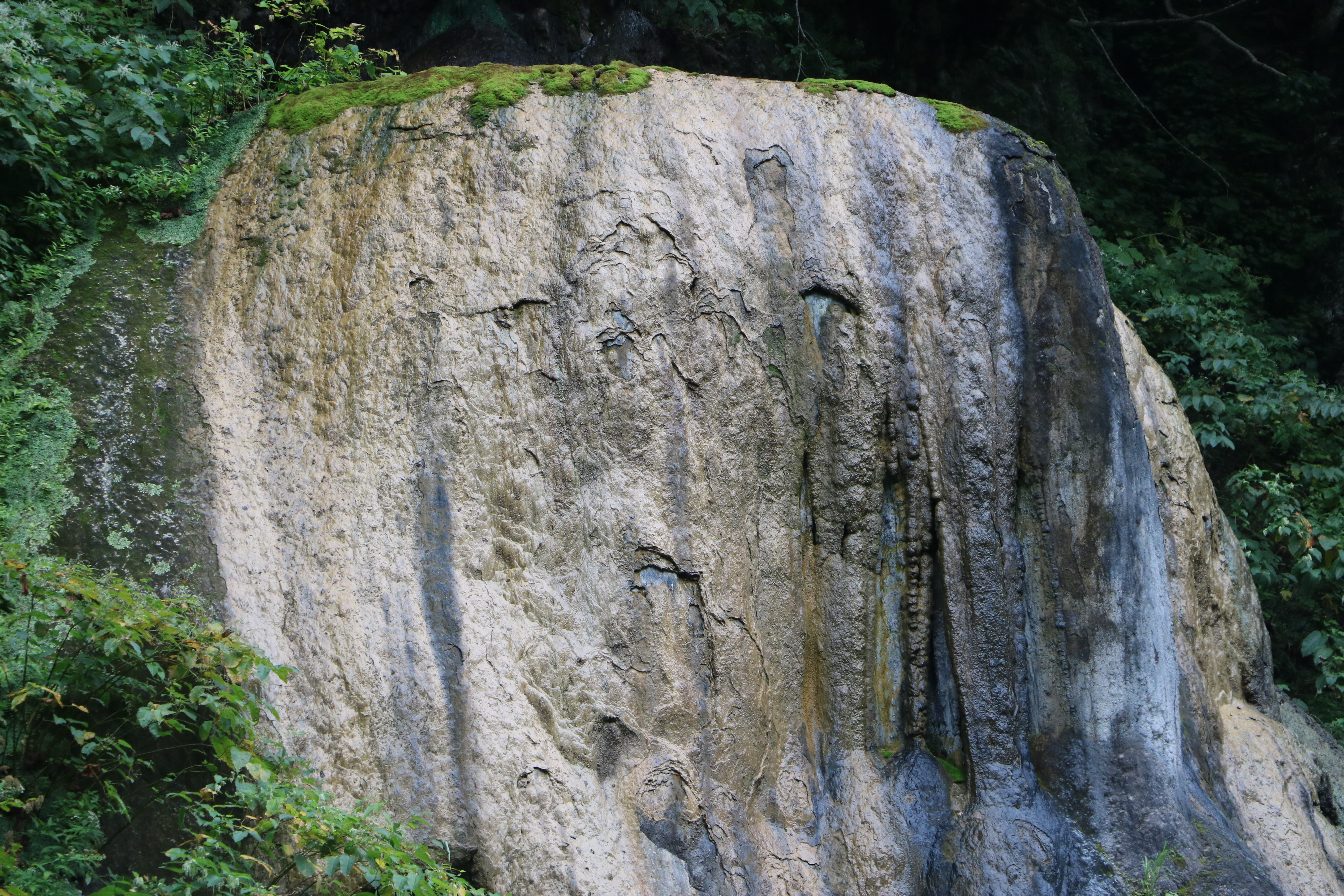
天狗の岩の上部。2022年9月7日撮影。
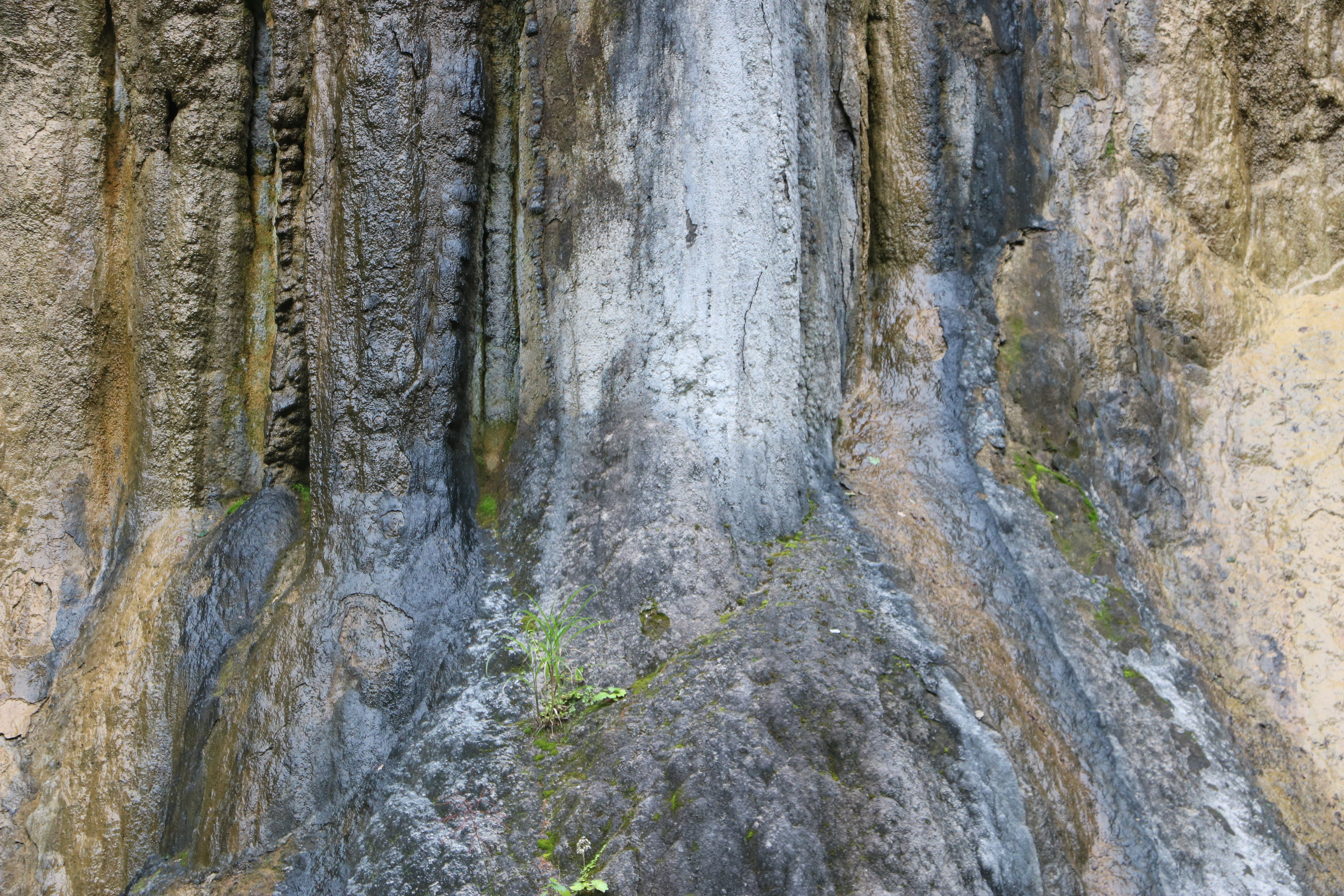
鍾乳石のような岩壁。2022年9月7日撮影。
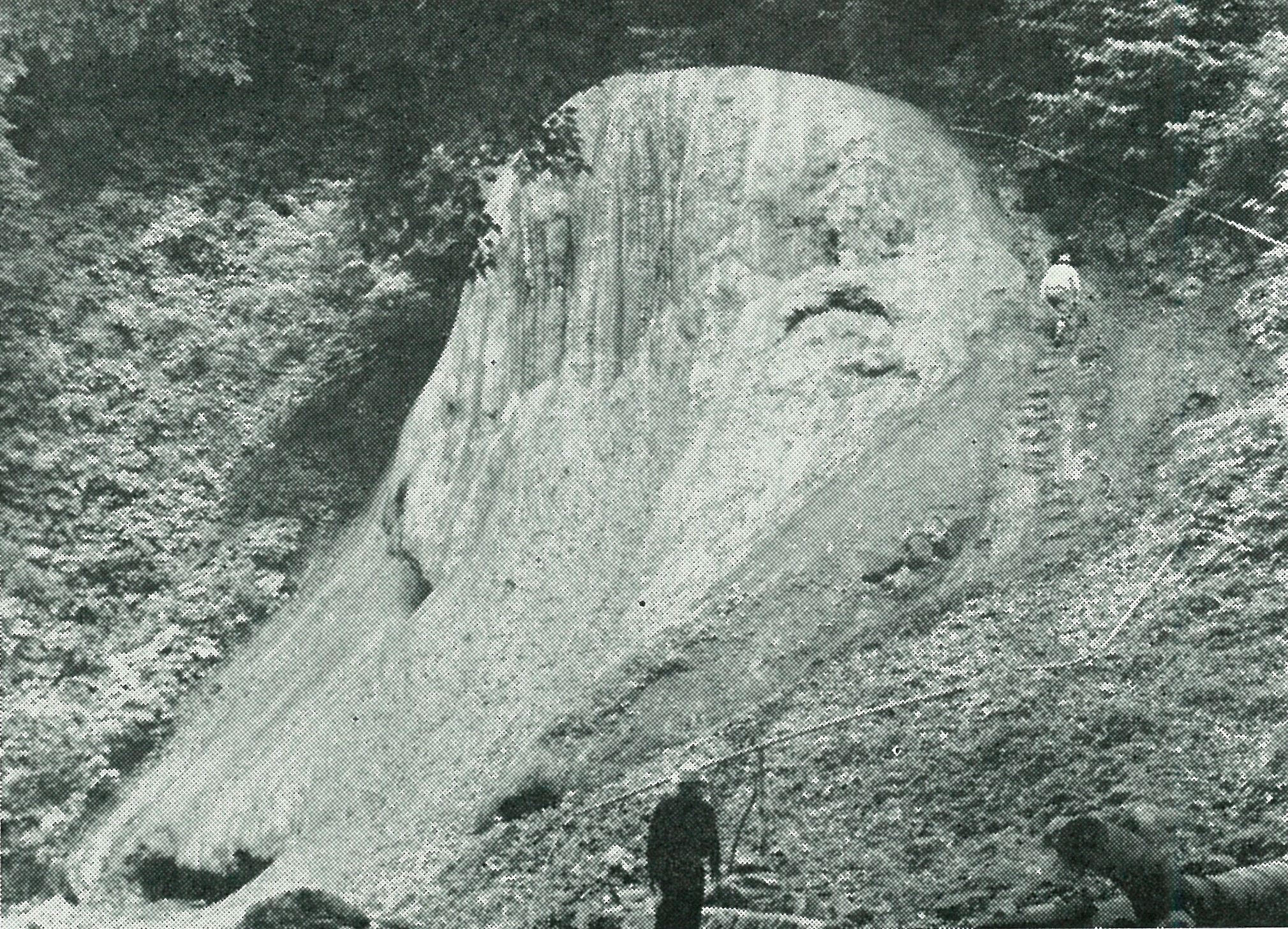
1955年（昭和30年）頃。天狗の岩の右側に階段があり、頂部の天狗の湯に入浴が可能であった。

### 蛇の湯石灰華

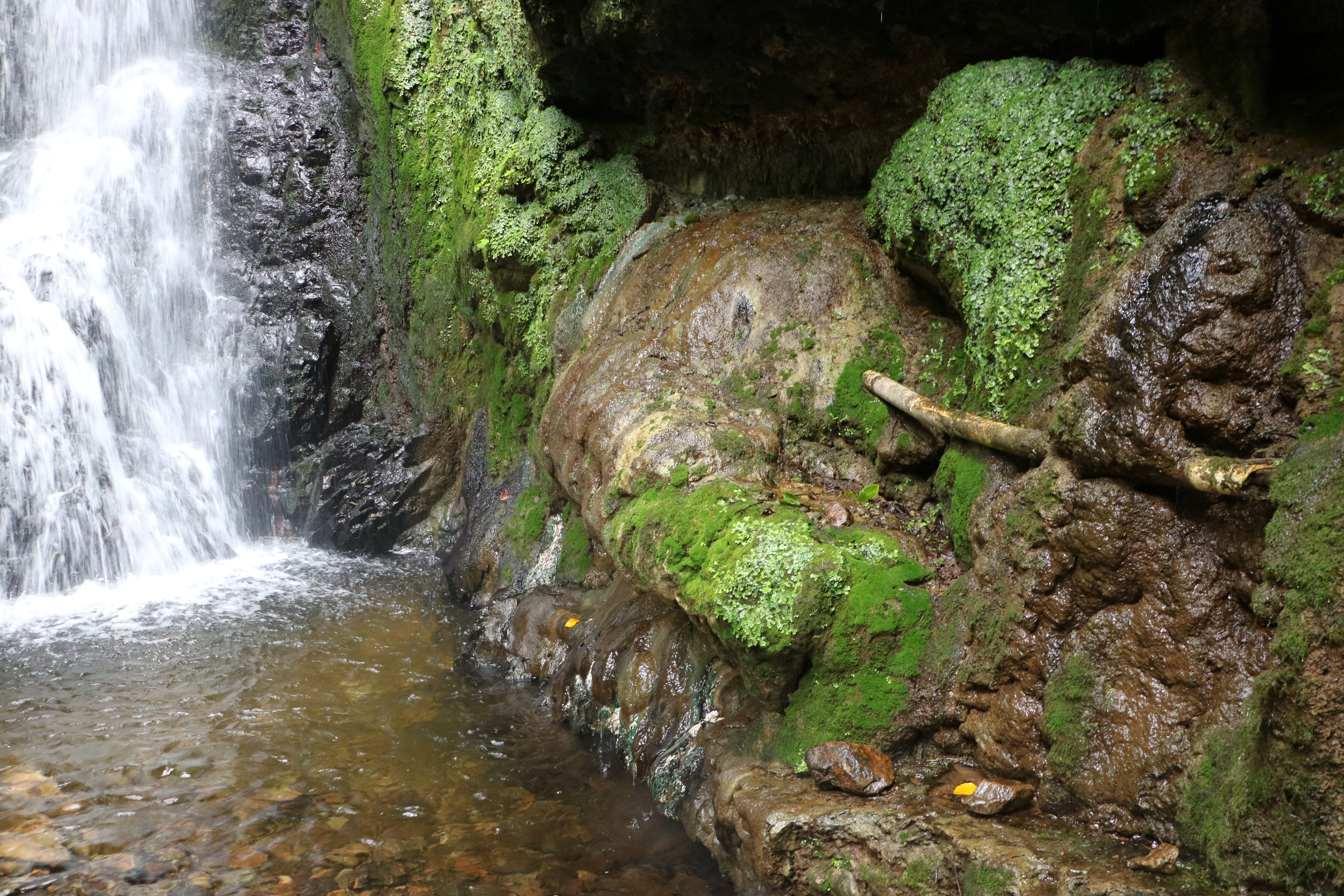
蛇の湯石灰華と蛇の滝。2022年9月7日撮影。

蛇の湯石灰華は夏油川支流の湯の沢と呼ばれる小規模な沢沿いにあり、夏油川合流部から約200メートル遡った湯の沢にかかる落差7メートルの蛇の滝（または四郎左エ門の滝と呼ばれる）の、滝壺の右側（左岸）に位置している。蛇の湯は多数の小孔や隙間のある石灰華の壁面中腹から湧出する温泉で、湧出口は夏油温泉観光ホテル（調査当時は観光荘）への引き湯のための配管により固められており湧出状況は確認できない。
滝の手前の左側（右岸）には、昭和初期に鉛や亜鉛を探鉱した奥行25メートルほどの廃坑があり、内壁面から温泉と熱気が出て、かつては蒸気洞窟風呂として入浴可能であったが、今日では使用されていない。洞内の天井には鍾乳石の成長が進行中で、壁面には粒状石灰華が見られる。こうした小規模な探鉱跡が湯の沢沿いにはいくつかあり、1936年（昭和11年）に秩父宮に献上された美しい白色石灰華の大きな塊は、この旧坑のひとつから採掘搬出されたものであるという。
中舘らによる調査日は1979年（昭和54年）6月22日で、蛇の湯石灰華中腹の温泉水が滴る小洞窟に生成されたイボ状の非常に硬い石灰華を採取して行われた。小洞窟から滴る温泉水の水温は51.0 °C、アラゴナイト含有量は12パーセント、引湯された観光荘の浴槽湯口で行われた分析では、水温43.1 °C、アラゴナイト含有量は15パーセントであった。
蛇の湯の石灰華は、岩の内部から自噴する温泉で、岩の一面に蜂の巣のように無数の小孔があって、晴れた日にはおびただしい数の蛇（まむし）が出て来て、温泉で湯浴びをする奇観が見られたことから蛇の湯と呼ばれるようになったという。独特の形状は江戸中期の『従花巻夏油温泉迄一見記』の中でも「…瀧の下、右手の方の山下に、あぜのごときの岩穴有。此岩は常の岩と違ひ、濱石に似たり。殊に塩辛の様也物も付て、鮑から（アワビの殻）を見るごときの岩なり…」と記されている。

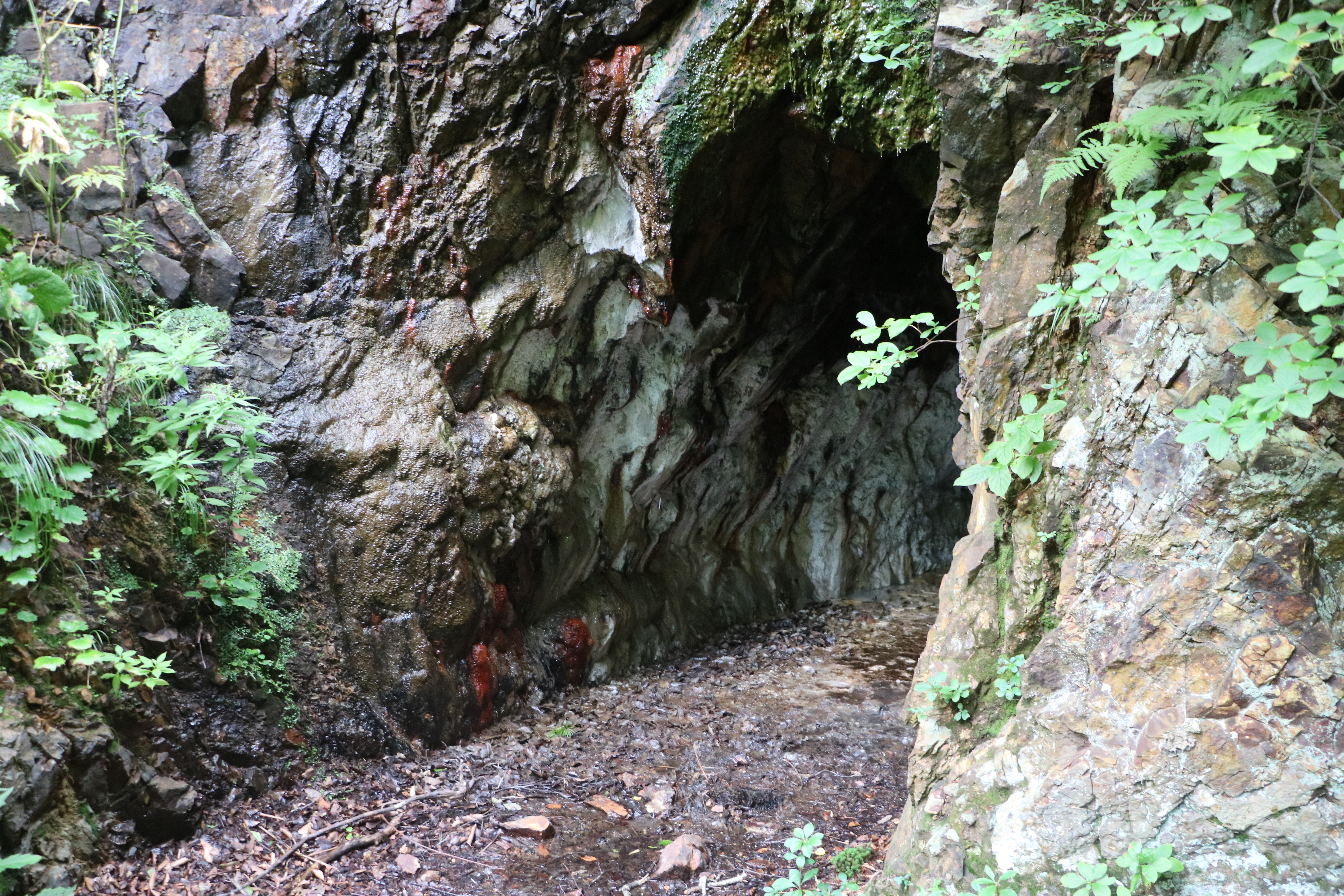
蒸気洞窟風呂の跡。2022年9月7日撮影。
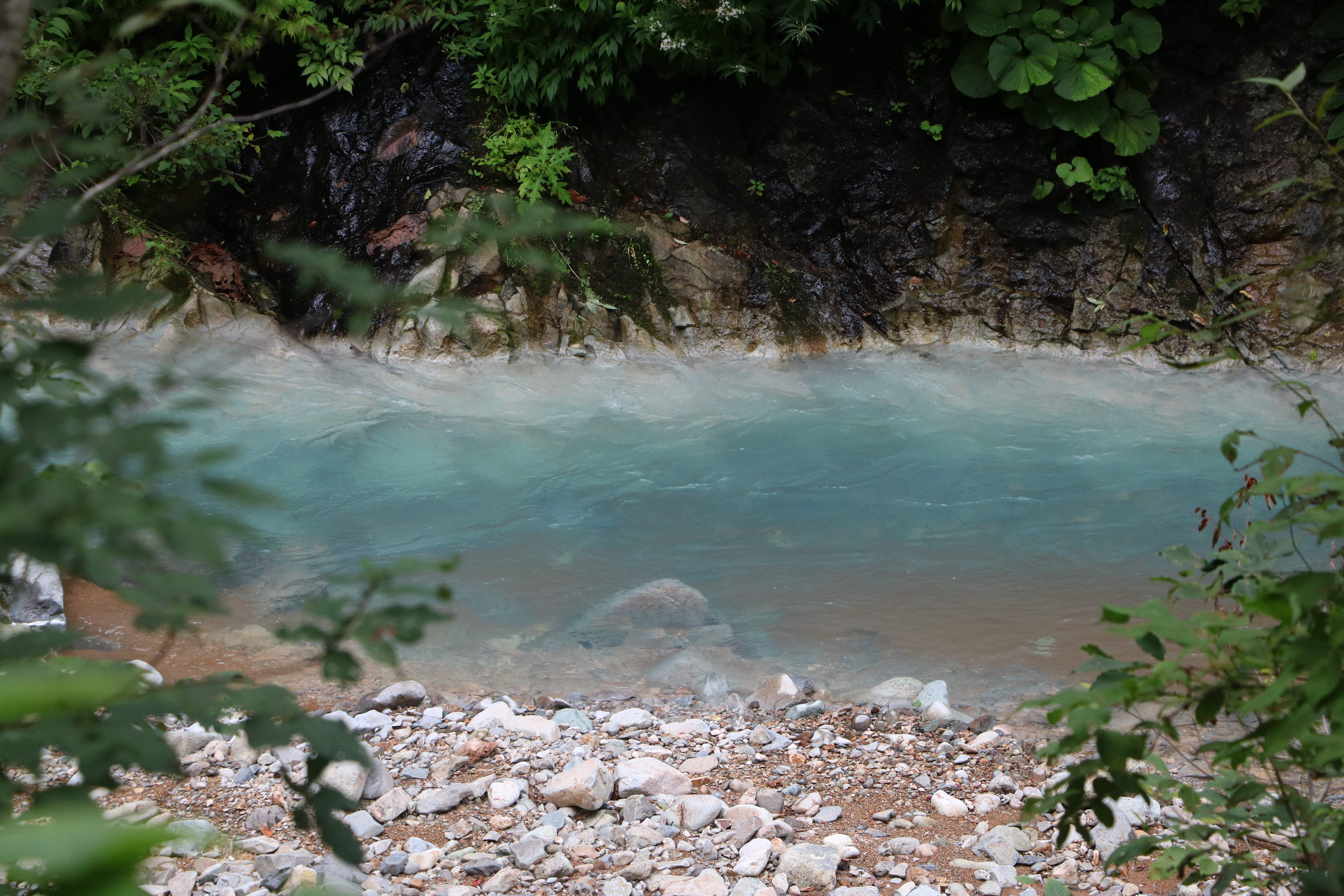
湯の沢合流点付近の夏油川。炭酸石灰分が溶けて白く濁る。2022年9月7日撮影。

### 小天狗の湯石灰華群

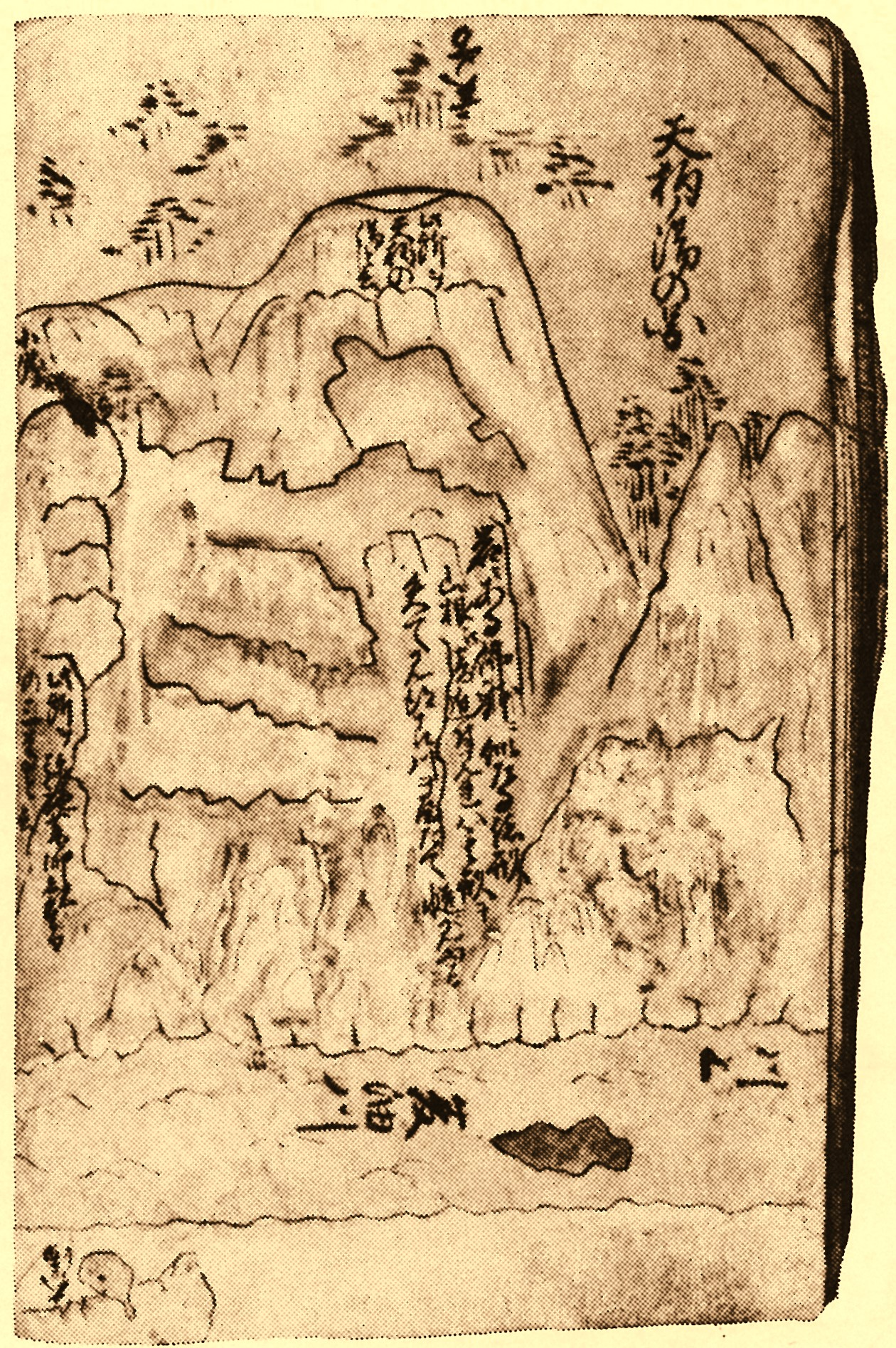
『従花巻夏油温泉迄一見記』に描かれた「第1の天狗の湯」。
天狗ノ湯の図、夏油川、川上、左下に大湯の文字と湯壺の形状のようなものも確認できる。

夏油温泉の石灰華群のなかで、天狗の岩ドームについで規模の大きいものが小天狗の湯石灰華であるとされている。夏油川右岸にあるこの石灰華群は、元湯夏油の一番奥まった場所の夏油川河畔に湧き出す、夏油温泉で最も古くからある湯壺の「大湯」から、上流方向の対岸に鍾乳洞の壁面のように見える断崖で、江戸期の絵図に描かれた「第1の天狗の湯」にも比定されるが、今日では絵図に描かれたようなドームは見られない。
ただ、この場所に温泉が湧出し石灰華が形成されていることは古くから知られており、1970年（昭和45年）に当時の和賀町の事業として、温泉掘削のため断崖から水平方向へ深さ20メートルと30メートルの2本のボーリングが行われた。当時の湧出量および泉温はそれぞれ50 L/minおよび79 °C、30 L/minおよび60 °Cであったという。2つの掘削温泉水は自噴した後、断崖に掘られた奥行5メートル、高さ幅それぞれ2メートルの洞窟内で混合され、夏油川に渡された送水パイプによって、元湯夏油の駒形館内風呂の小天狗の湯へ送られており、この浴槽でも少量ではあるが石灰華の生成が認められる。
中舘らによる調査日は蛇の湯調査と同じ1979年（昭和54年）6月22日で、掘削泉上口の水温は48.5 °C、石灰華は半固結状態で、アラゴナイト含有量は14パーセント、掘削泉下口の水温は64.1 °C、石灰華はフレーク状をしておりアラゴナイト含有量は93パーセントと非常に高く、引湯された夏油元湯駒形館の小天狗の湯浴槽湯べりで同年7月7日行われた分析では、水温45.5 °C、石灰華はかなり硬くアラゴナイトは含有しておらず、すべてカルサイトであった。

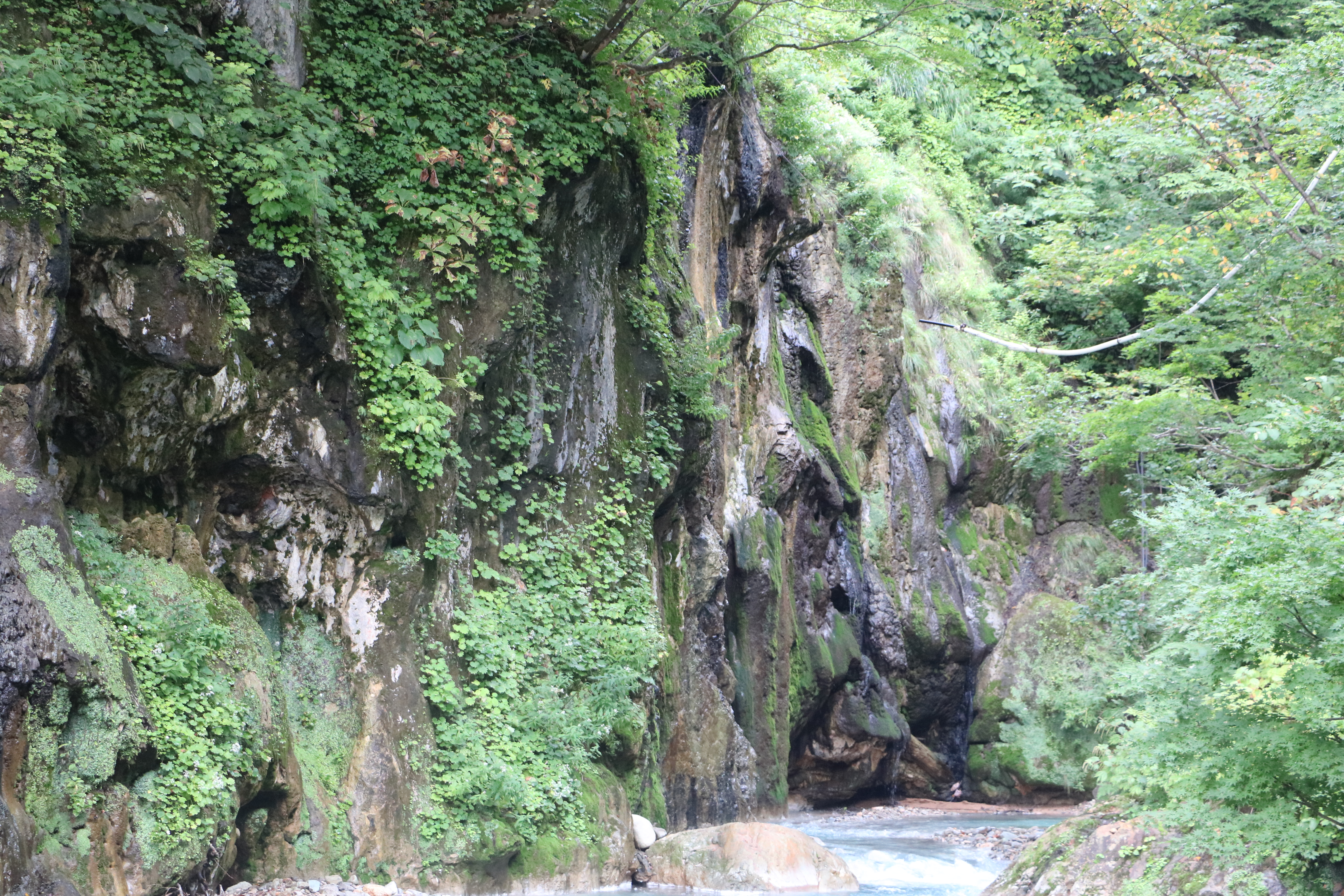
小天狗の湯湧泉から駒形館へ温泉水を引湯するパイプが夏油川の上に渡されている。2022年9月8日撮影。
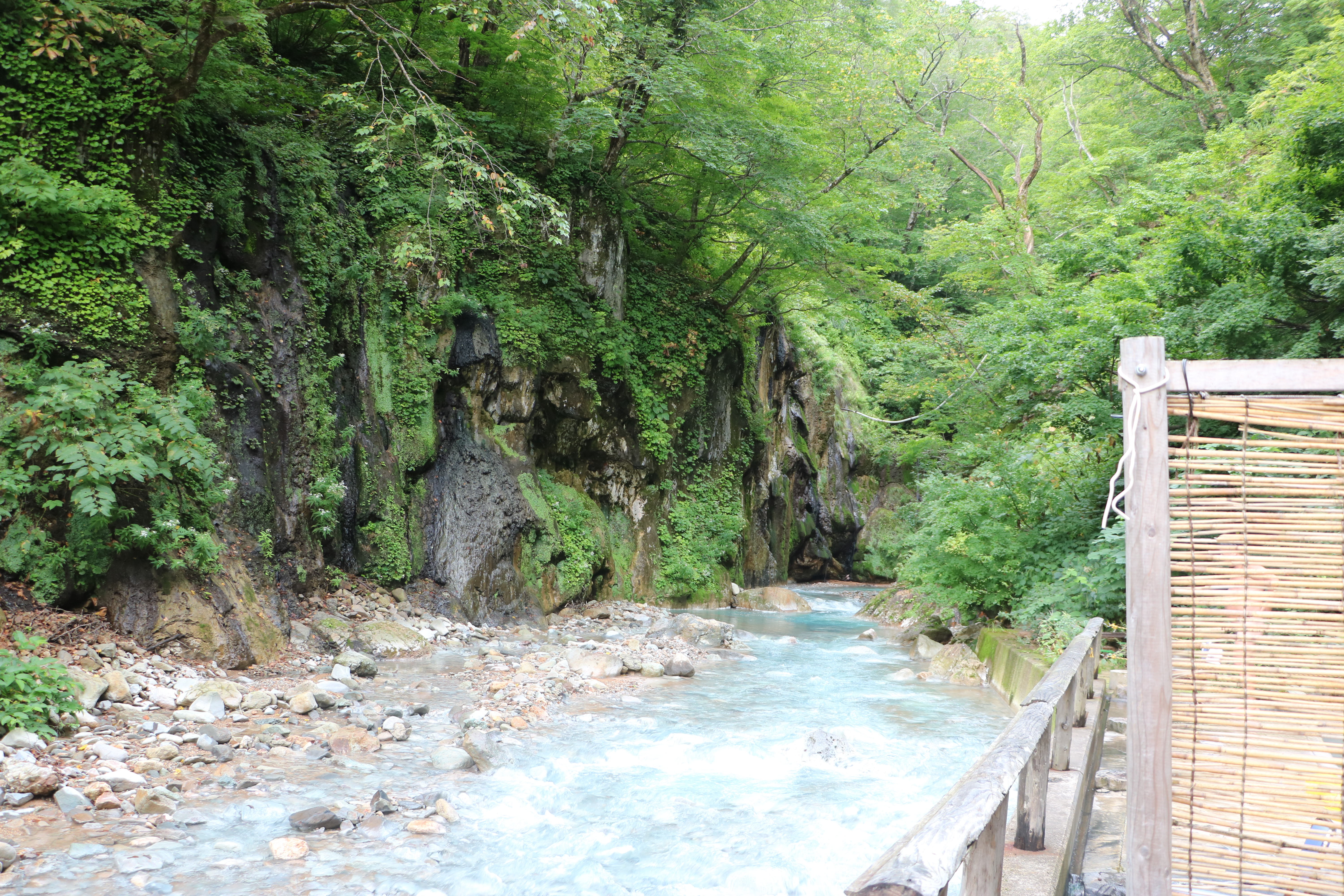
小天狗の湯石灰華。右側のすだれの内側が大湯の露天風呂。2022年9月8日撮影。

## 交通アクセス
- 所在地
  - 岩手県北上市和賀町岩崎新田夏油山国有林

- 交通

- - 東日本旅客鉄道（JR東日本）東北新幹線および東北本線・北上線北上駅下車。車で約1時間[22]。
  - 東北自動車道北上江釣子インターチェンジより岩手県道122号夏油温泉江釣子線経由、車で約45分[22]。天狗の岩石灰華ドームへは夏油温泉駐車場より徒歩約20分。ただし、例年11月中旬から翌年4月末までは積雪により夏油温泉が冬季閉鎖されるため訪問不能。また、雪崩などの影響で立ち入りに制限がある場合もある。